# Alt om Aarhus
Alt om Aarhus var en elektronisk byguide om Aarhus. Siden forsøgte at danne et overblik over Aarhus' kulturliv i form af koncerter, film, restauranter, caféer, og shopping.
Guiden var privatejet, reklame-finansieret og gratis, grundlagt i august 2007 af Berlingske-datterselskabet Midtjyske Medier. Indholdet blev produceret i samarbejde med Århus Stiftstidende, Århus Onsdag og Urban, men udkom i modsætning til storesøsteren, Alt om København, ikke direkte i papirform.
Alt om Aarhus lukkede i 2016.